# یالواچ
یالواچ (به ترکی استانبولی: Yalvaç) شهری است در کشور ترکیه که در استان اسپارتا واقع شده‌است. جمعیت این شهر بر اساس سرشماری سال ۲۰۰۸ میلادی ۱۹٬۸۲۲ نفر و بر اساس برآوردهای سال ۲۰۰۹ میلادی ۱۸٬۷۹۱ نفر می‌باشد.

## نگارخانه

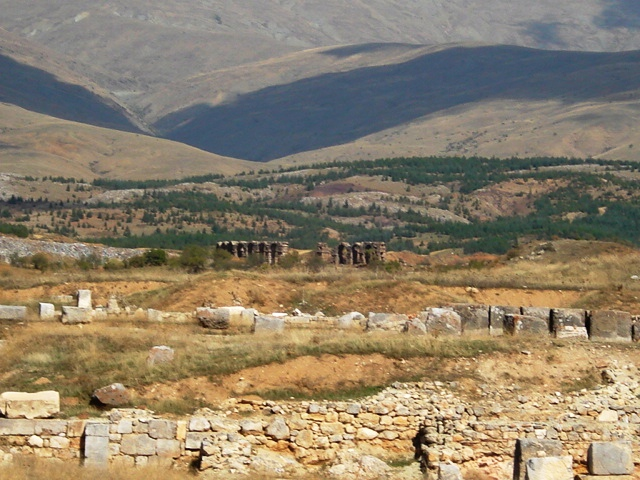
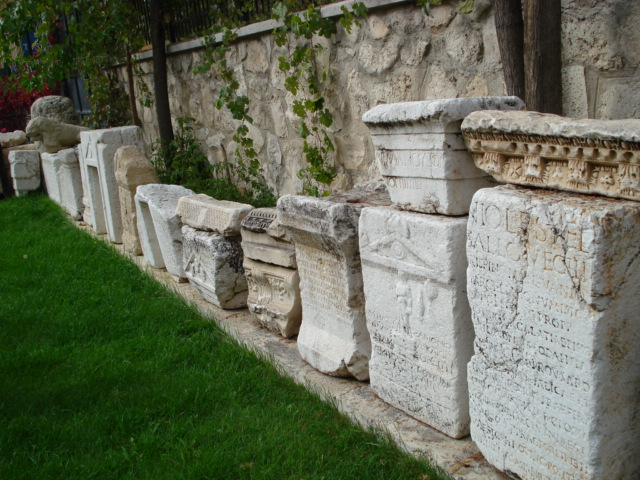
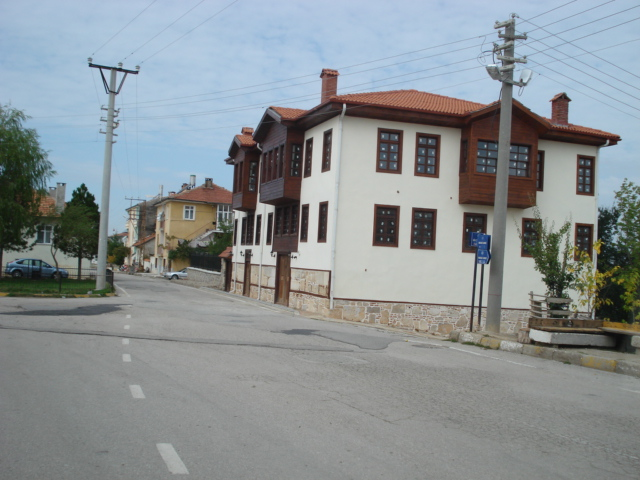